# Duchi di Normandia
I Duchi di Normandia dal 911 al 1789 furono i seguenti.

## Lista
Duchi primitivi

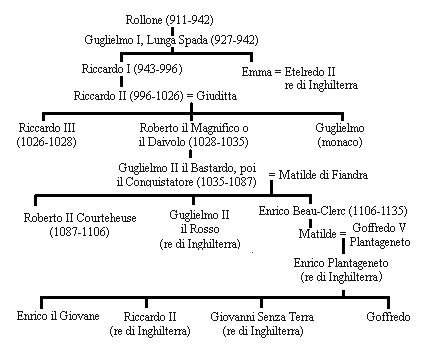

- 911-927: Rollone, conte di Rouen, jarl dei Normanni
- 927-942: Guglielmo I Lunga Spada, conte di Rouen, "jarl" dei Normanni.
- 943-996: Riccardo I, conte di Rouen, "jarl" dei Normanni, prende il titolo di duca di Normandia.
- 996-1026: Riccardo II, duca di Normandia.
- 1026-1028: Riccardo III, duca di Normandia.
- 1028-1035: Roberto I il Magnifico, duca di Normandia.
- 1035-1087: Guglielmo II il Bastardo, poi il Conquistatore, duca di Normandia e re di Inghilterra dal 1066 con il nome di Guglielmo I.
- 1087-1106: Roberto II Cosciacorta, duca di Normandia.
- 1106-1135: Enrico I Beauclerc (il Chierico), re di Inghilterra e duca di Normandia.
- 1135-1144: Stefano, conte di Boulogne e di Mortain, re di Inghilterra.
- 1144-1150: Goffredo Plantageneto, figlio di Folco V d'Angiò e genero di Enrico I, conte di Angiò e del Maine e duca di Normandia.
- 1150-1189: Enrico II, conte di Angiò e del Maine e re di Inghilterra.
- 1189-1199: Riccardo IV Cuor di Leone, conte di Angiò e del Maine, duca di Aquitania, re di Inghilterra.
- 1199-1204: Giovanni I, re di Inghilterra.
- 1204-1216: Giovanni I (rivendicato)
- 1216-1259: Enrico III (rivendicato)

### Normandia francese
A partire dal 1204, la parte continentale del ducato ritornò alla corona di Francia. La parte insulare restò nel patrimonio dei sovrani d'Inghilterra. Sotto i Valois il ducato di Normandia fu talvolta attribuito all'erede al trono o ad uno dei figli del re di Francia.
- 1332-1350: Giovanni II, duca di Normandia, figlio primogenito di Filippo di Valois, poi re di Francia nel 1350
- 1355-1364: Carlo I, duca di Normandia, figlio del precedente, Delfino di Viennois nel 1349 poi re di Francia nel 1364;

### Normandia inglese
Fra il 1418 e il 1450, i re Enrico V e Enrico VI d'Inghilterra furono sovrani effettivi del ducato di Normandia.
Alla conclusione della guerra dei cent'anni la Corona inglese perse tutti i possedimenti francesi, conservando solo le isole del Canale dove ancora oggi il sovrano del Regno Unito ha il titolo di Duca di Normandia.

### Normandia francese
- 1465-1469: Carlo II, duca di Berry, e duca di Normandia. Suo fratello, il re Luigi XI cambia questo ducato con quello di Guienna. Fu l'ultimo duca effettivo.
- 1785-1789: Luigi Carlo, duca titolare di Normandia, figlio cadetto di Luigi XVI, diventa Delfino di Francia nel 1789.